# 妻木熙子
妻木煕子，随夫姓明智煕子（日语：つまき ひろこ、あけちひろこ ，？—1576年）战国时代到安土桃山时代的女性。明智光秀正室。光秀共育有三男四女:嫡男十兵卫光庆，次男十次郎光泰，三男乙寿丸；长女嫁给明智秀满，次女嫁给明智光忠，三女（细川伽罗奢）嫁给细川忠兴，四女嫁给津田信澄。一般认为这些子女都出自熙子，因为光秀没有纳侧室。但也有说法指出部分子女的母亲另有其人。

## 生平
出生年份不详，有享禄3年（1530年）的说法。是家中长女。《细川家谱》和《美浓国诸旧记》记载父亲是妻木笵熙（勘解由左卫门），按照《妻木系图》为妻木广忠，另有说法两者实为同一人。按照《明智军记》名为煕子。《绘本太功记》中“照子”应该是误记。妻木氏是土岐氏的庶流，美浓国国人。
天文14年（1545年）与明智光秀订婚。按照逸话和后世的创作，熙子本以美貌著称，但订婚以后不久染上了天花，脸上留下了痘疮。为了保全和光秀的婚约，父・笵煕把和姐姐熙子长得一模一样的妹妹芳子作为姐姐的替身送给光秀，结果被光秀识破仍然迎娶煕子为妻。
随后光秀因为在长良川之战中支持斋藤道三一方，被战胜的后继者斋藤义龙攻击，失去居城成为浪人。光秀和熙子一度生活贫困，据说有一次为举办连歌会，煕子曾剪下自己的黑发出售以募集资金，帮助光秀渡过难关。光秀因而大为感动，决心在熙子生前绝不纳侧室。然而也有说法认为光秀其实纳过侧室。
天正4年11月7日（1576年11月27日）又或6月7日（公历7月6日）去世。享年有46、36、42几种说法。戒名为福月真祐大姉。墓地位于滋贺县大津市西教寺（明智氏和妻木氏的菩提寺）。有说法认为是因为照顾重病的光秀积劳成疾。《明智军记》等史料认为熙子在天正10年（1582年）坂本城陷落时去世。延续前一种说法，熙子去世后光秀曾再次迎娶妻木氏女子，很有可能是熙子的同族甚至妹妹。
江户时代的俳谐师・松尾芭蕉很中意熙子断发的故事，留下了「月さびよ 明智が妻の 咄（はなし）せん」这一赞颂的诗句。